# Porky's Pet
Porky's Pet est un cartoon, réalisé par Jack King et sorti en 1936, qui met en scène Porky Pig.